# Chisana (Alasca)
Chisana é uma Região censo-designada localizada no estado americano de Alasca, no Distrito de Valdez-Cordova.

## Demografia
Segundo o censo americano de 2000, a sua população era de 0 habitantes.

## Geografia
De acordo com o United States Census Bureau, a localidade tem uma área de 224,6 km², dos quais 224,4 km² cobertos por terra e 0,2 km² cobertos por água.

## Localidades na vizinhança
O diagrama seguinte representa as localidades num raio de 104 km ao redor de Chisana.